# Кастеллания
Кастеллания (итал. Castellania) — коммуна в Италии, располагается в регионе Пьемонт, в провинции Алессандрия.
Население составляет 99 человек (2008 г.), плотность населения составляет 13 чел./км². Занимает площадь 8 км². Почтовый индекс — 15051. Телефонный код — 0131.
Покровителем коммуны почитается священномученик Власий Севастийский, празднование 3 февраля.

## Известные жители

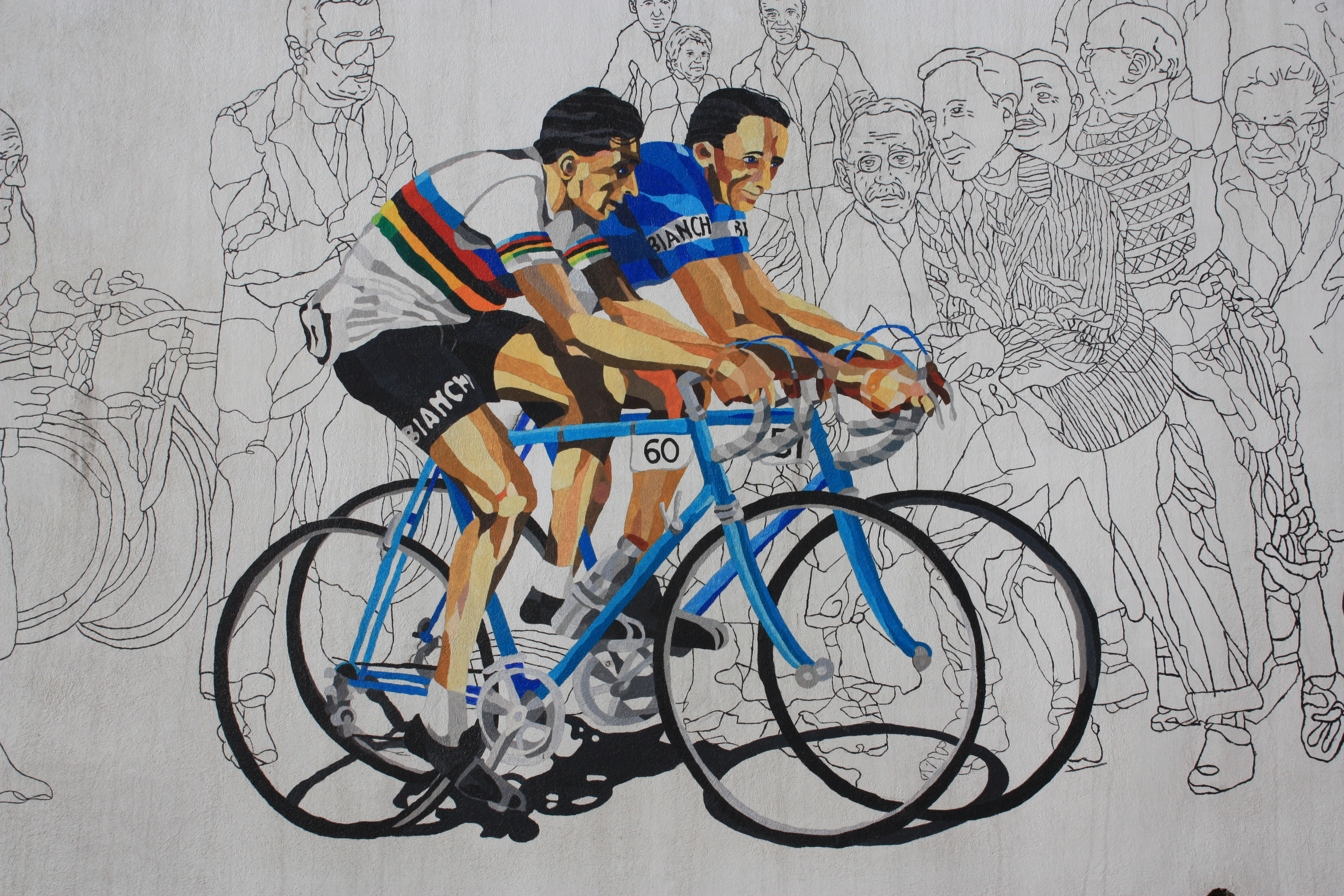
Фреска в Кастеллании. Фаусто Коппи (в радужной майке) и его брат Серсе

Кастельяния известна как место рождения двух знаменитых велогонщиков: Фаусто Коппи (1919-1960) и его брата Серсе Коппи (1923-1951).
Их родина была превращена в музей и является единственной туристической достопримечательностью этого небольшого города.
В 2017 году принимал старт 14 этапа сотой Джиро д’Италия.

## Демография
Динамика населения:

## Администрация коммуны
- Официальный сайт: